# 立陶宛人在英国
立陶宛裔英国人包括生在立陶宛但移民英国的人（其中又有俄裔立陶宛人）和生在英国的立陶宛裔人。2011年英国人口普查结果显示，有95730名立陶宛人居住在英格兰，1353人在威尔士，4287人在苏格兰，7341人在北爱尔兰。之前的2001年英國人口普查结果显示，全英共有4363名生于立陶宛的居民。2013年，英国国家统计署估计，全国约有144000名生于立陶宛的移民。
立陶宛于2004年加入欧盟后，去往英国的立陶宛人明显增多；但在历史上，自20世纪早期起就有规模可观的立陶宛社群生活在英国——在苏格兰（格拉斯哥和北拉纳克郡以及中洛锡安）和伦敦最为明显。在苏格兰，第一位立陶宛人于19世纪下半叶到来。1886至1914年间约有四分之一的立陶宛人移民离开国家，其中绝大部分都是在1890和1900年代离开的。这些立陶宛人中，有些是为了逃避俄军兵役而移民，有些则是追求立陶宛獨立之人，其他的则是躲避迫害的犹太人以及逃离贫困的人。据估计，苏格兰的立陶宛人口从寥寥数百增至7000。在上述时期里，据估计，还有2000名立陶宛移民定居于英国其他地区。曾经约有15000立陶宛移民暂居苏格兰，之后又移居他国，其中多数人都去了美国。据BBC称，有些立陶宛人来到苏格兰是因为负担不起去美国的费用，还有些人受了骗，以为自己已经身在美国了。